# Batalha de Acre (1258)
A Batalha de Acre ocorreu em 1258 ao largo do porto de Acre, entre as frotas da República de Gênova e da República de Veneza. As crescentes tensões entre os comerciantes das duas cidades resultaram na eclosão de uma guerra aberta entre as duas ("Guerra de São Sabas"), com os venezianos bloqueando os genoveses em seu bairro. Gênova enviou uma armada sob o comando do idoso capitão del popolo, Rosso della Turca, para aliviar o bloqueio, e pediu a ajuda de Filipe de Montfort e dos Cavaleiros Hospitalários para um ataque combinado do lado da terra. No entanto, embora a chegada da frota genovesa tenha pego os venezianos de surpresa, e sua frota tenha sido dividida em duas pelo clima quando eles saíram do porto, della Turca atrasou seu próprio ataque o suficiente para que os venezianos entrassem em formação de batalha. A experiência superior e a marinharia deste último resultaram em uma esmagadora vitória veneziana, com metade da frota genovesa perdida. Os genoveses abandonaram Acre logo depois.